# Узі Ландау
Узі Ландау (івр. עוזי לנדאו‏‎‎‎‏‎‎, нар. 2 серпня 1943, Хайфа) — ізраїльський політик. Міністр туризму з 2013 року.

## Біографія
Він служив у десантній бригаді Армії оборони Ізраїлю, має звання майора. Отримав ступінь бакалавра і магістра з математики у Техніоні, а докторський ступінь у галузі машинобудування — у Массачусетському технологічному інституті. Він працював системним аналітиком.
У 1984 році він був вперше обраний до Кнесету, представляв партію «Лікуд». Очолював підкомітет питань радянського єврейства. Він зберіг своє місце після виборів у 1988, був головою підкомітету з питань оборонного бюджету у 12-му Кнесеті. Переобраний у 1992, 1996, 1999 і 2003. Голова комітету з питань закордонних справ і оборони з 1996 по 1999, працював головою комітету з державного контролю.
У 2001 році він був призначений міністром внутрішньої безпеки в уряді Аріеля Шарона, зберіг свою посаду після виборів 2003 року. Ландау пішов у відставку у жовтні 2004 року через його заперечення проти плану розмежування.
Ландау втратив місце члена Кнесету на виборах 2006 року (він був 14-м у списку партії, але «Лікуд» виграв лише 12 місць).
У 2008 році він оголосив, що він приєднатися до партії «Наш дім — Ізраїль». Він посів 2-е місце у списку партії на виборах 2009 і повернувся до Кнесету (НДІ отримав 15 місць). Після приєднання НДІ до коаліції з «Лікуд», Ландау був призначений міністром національної інфраструктури.